# Musée Franz Marc

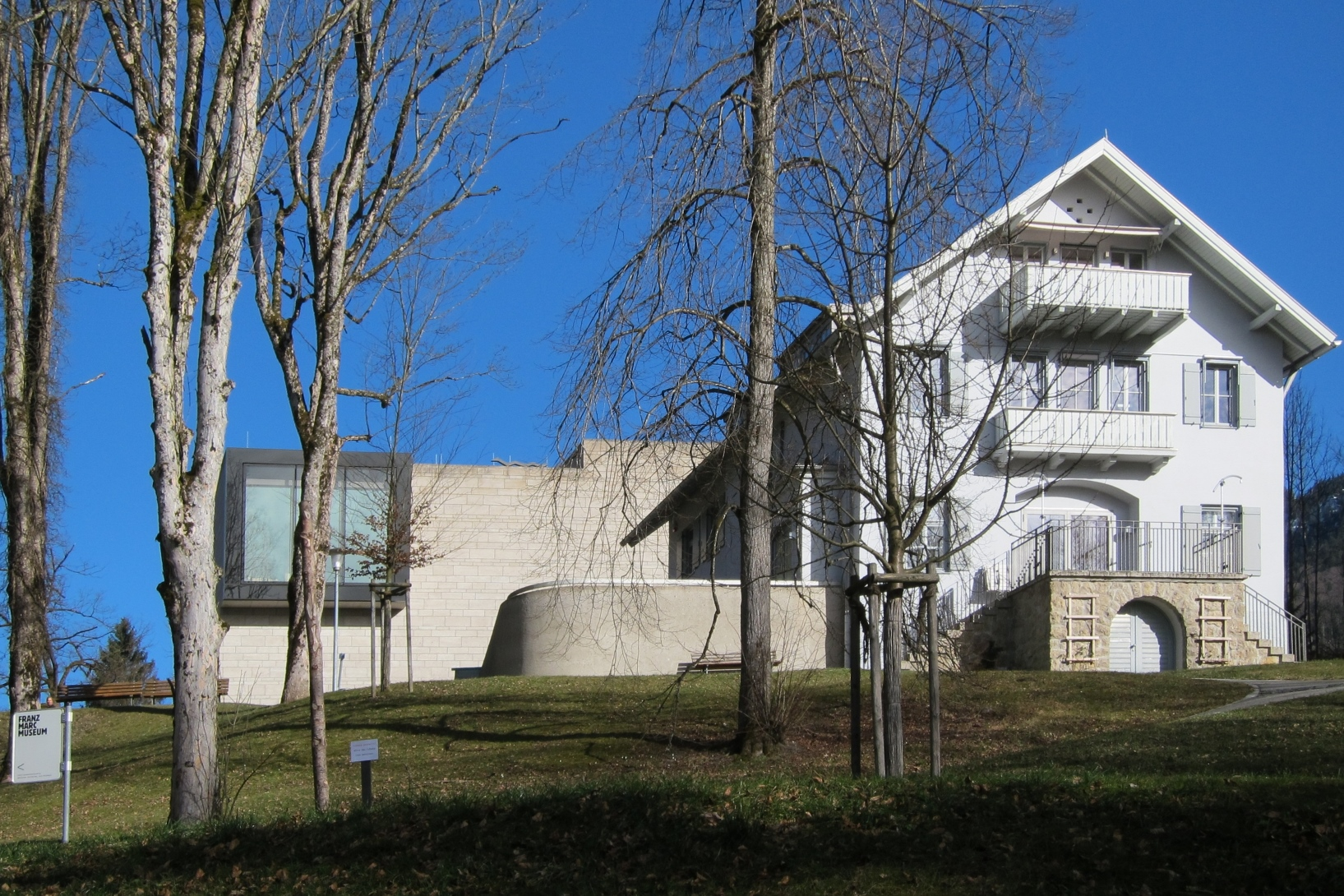
Le musée Franz Marc avec l'extension.

Le musée Franz Marc de Kochel am See expose des œuvres du peintre expressionniste Franz Marc ainsi des œuvres d'artistes du XXe siècle.

## Histoire
Le musée a été créé en 1986. Dès son apprentissage à l'académie de peinture de Munich, Marc se rendait dans la région de Kochel pour peindre. En 1908, il y a acheté une maison. Il surnommait le paysage aux alentours de Kochel son Pays bleu. 
Plus de 150 œuvres de Marc sont exposées, issues de la succession du peintre ou de divers prêts. On peut y voir également des tableaux d'artistes amis de Marc : Paul Klee, Wassily Kandinsky, Gabriele Münter et Alexej von Jawlensky ainsi que des documents écrits. 
En 2008 une extension de 700 mètres carrés a été réalisée par les architectes suisses Diethelm & Spillmann.

## Œuvres
Les tableaux les plus importants du musée sont :

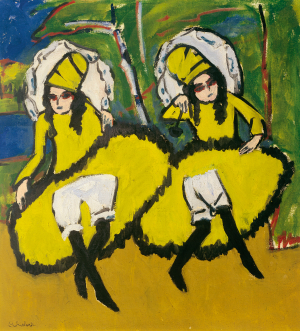
Ernst Ludwig Kirchner : Deux danseuses, 1910/11
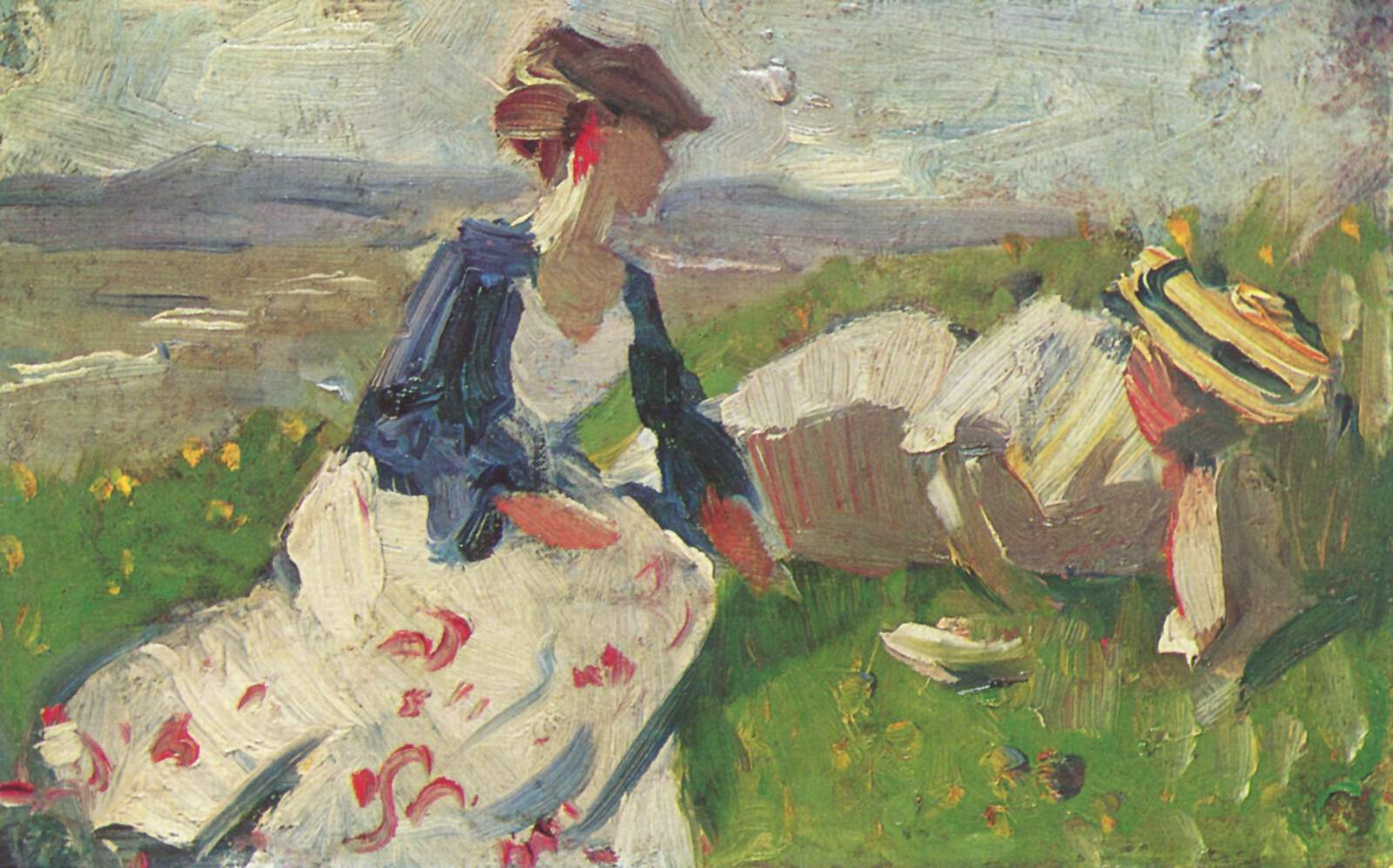
Deux femmes dans la montagne, esquisse, 1906. Ce tableau représente Marie Schnür (à gauche) et Maria Franck
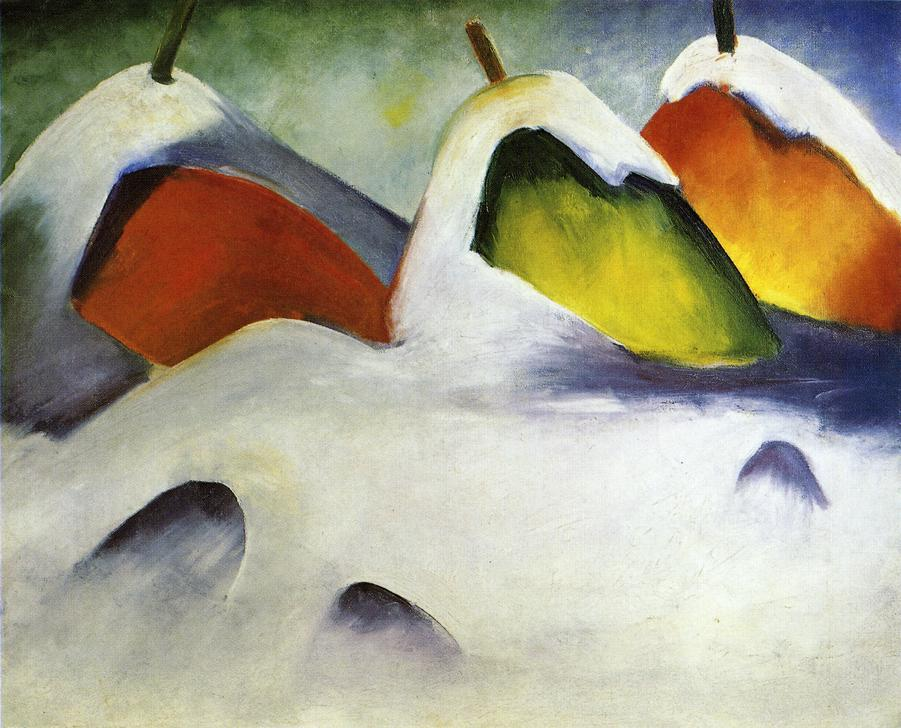
Franz Marc : Meules de foins sous la  neige, 1911, Musée Franz Marc.

- 1 Franz Marc, Cheval sautant, 1912
- 2 Franz Marc, Petite composition IV, 1914
- 3 August Macke, Grande Promenade 1914
- 4 Ernst Ludwig Kirchner, Deux danseuses, 1910–11
- 5 Willi Baumeister, Figure en position absolue, 1919
- 6 Franz Marc, Cabanes dans la lande de Dachau, 1902
- 7 Franz Marc, Petite étude de chevaux II, 1905
- 8 Franz Marc, Deux femmes dans la montagne, 1906

## Expositions
- 2012 : Else Lasker-Schüler. Gestirne und Orient. Zeichnungen und Lyrik der Dichterin[1].
- 2013 : Max Beckmann : Kleine Stillleben, 16 juin au 22 septembre
- 2013 : 1913 – Bilder vor der Apokalypse, Catalogue aux éditions Sieveking, Munich
- 22 mars – 19 juillet 2015 : Schöne Aussichten, Der Blaue Reiter und der Impressionismus